# الدهماء (بعدان)

تعديل مصدري - تعديل

الدهماء هي إحدى قرى عزلة حيسان بمديرية بعدان التابعة لمحافظة إب، بلغ تعداد سكانها 164 نسمة حسب تعداد اليمن لعام 2004.